# Kościół św. Jacka w Chochołowie
Kościół św. Jacka w Chochołowie – neogotycki kościół parafii rzymskokatolickiej w Chochołowie.

## Historia
Drewniana kaplica w Chochołowie powstała w momencie założenia wsi czyli XVII wieku. Dominikanie odprawiający w niej misje ludowe nadali jej wezwanie św. Jacka.  Gdy wieś się rozrastała przyłączono ją do parafii w Czarnym Dunajcu. W 1762 roku utworzono tu filię, a w 1817 wydzielono nową parafię.  Pochodzący z Chochołowa ks. Wojciech Blaszyński proboszcz w nieodległej Sidzinie już w 1852 roku rozpoczął starania o zgodę na wybudowanie nowego, murowanego kościoła. Również mieszkańcy Chochołowa prosili biskupa o wydanie zgody na budowę, powołując się na ciasnotę starego drewnianego w którym nie mieścili się wszyscy wierni podczas nabożeństw.
Kościół został zaprojektowany przez Feliksa Księżarskiego. Budowa rozpoczęto w 1853 roku od poświęcenia 17 sierpnia kamienia węgielnego. Z czasem z budową kościoła związała się legenda. Zanotował ją ok. 1950 r. Jan Pluciński, pracujący wówczas w Chochołowie jako nauczyciel: Opowiadają, że kościół w Chochołowie został zbudowany za pieniądze, co były przewiezione bez pomyłke w beczce zamiast wina. Prziwiózł je chłop z Siziny (Sidziny - przyp.), dzieciom pokupiół hrube gazdowstwo, a cenść co została oddoł ksiendzu poprzednikowi Blaszyńskiego z tym, że wybuduje sie kościół w Sizinie. Pinionsków było chmara, ze Blaszyński za nie mógł spokojnie wybudować 2 kościoły. Jedyn w Sizinie, a drugi w Chochołowie.
Ksiądz Blaszyński kierował  i finansował prace do 1866 roku, kiedy to zginął w tragicznym wypadku na terenie budowy. Jego dzieło kontynuował (pomimo licznych przeciwności) ksiądz Tomasz Kossek, wikariusz i przyjaciel Blaszyńskiego. On również zlecił wykonanie wymalowania wnętrza świątyni krakowskiemu malarzowi Waleremu Eljaszowi. Kościół ostatecznie ukończono po 20 latach, w roku 1873. 29 lipca 1886 został konsekrowany przez kardynała Albina Dunajewskiego.
W 2006 roku kościół wraz z cmentarzem i ogrodzeniem został wpisany do rejestru zabytków w 2006 roku pod nr  [A-65/M], z 28.09.2006 r..

## Opis
Kościół  ma trzy nawy i został zbudowany na planie krzyża łacińskiego. Wieża ma 47 m wysokości. Zawieszono w niej 3 dzwony: św. Jacek (450 kg), Maria (245 kg) i Florian (105 kg).

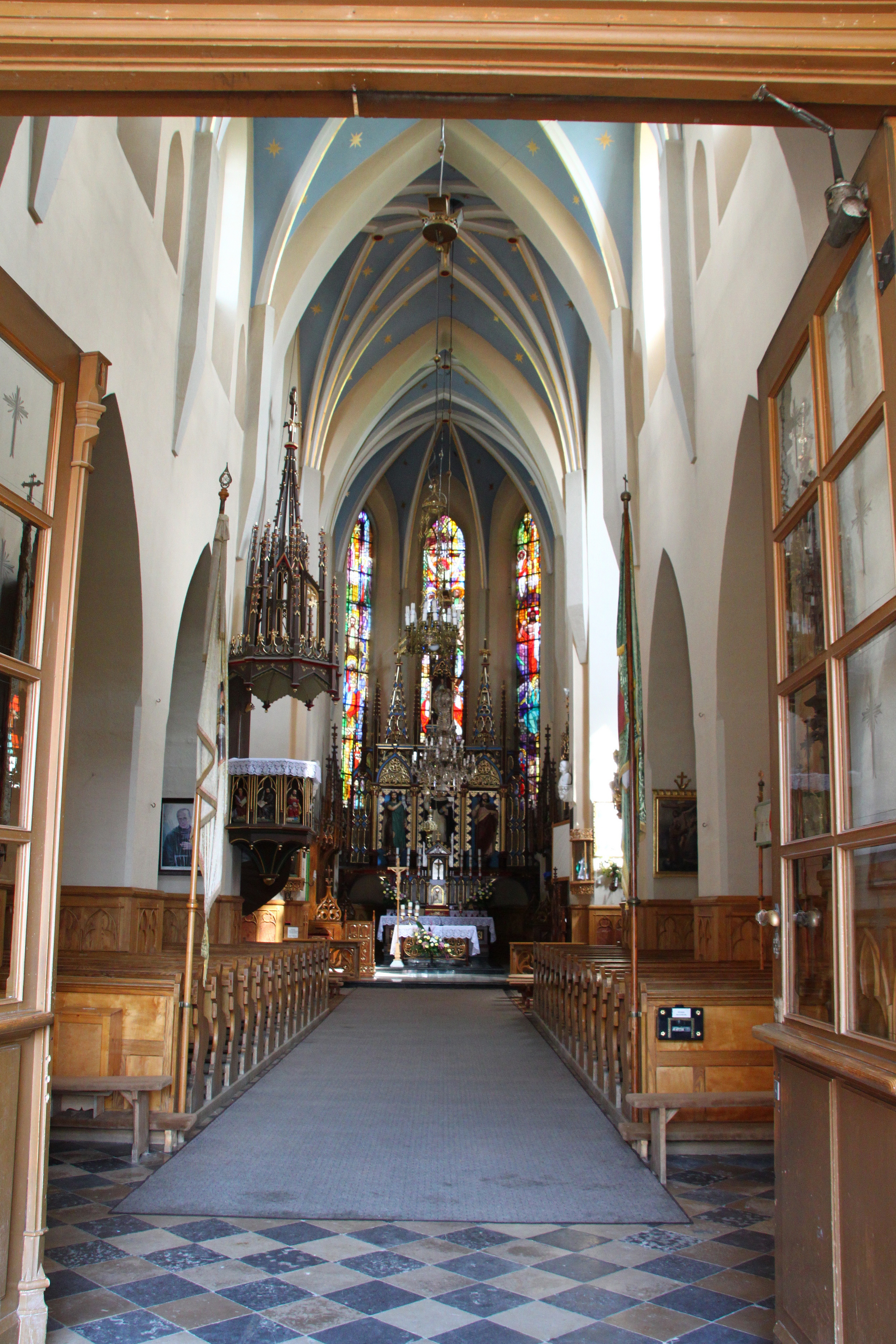
Wnętrze świątyni

Znajdujące się w świątyni ołtarze powstały w zakopiańskiej Szkole Przemysłu Drzewnego w latach 1883 – 1891, a ich projektantem był Franciszek Neużil, pierwszy dyrektor tej szkoły. Natomiast autorem polichromowanych figur ołtarzowych był Józef Galleth, nauczyciel rzeźby. Freski autorstwa Walerego Eljasza pochodzą z 1871 roku. Jeden z nich przedstawia ks. Wojciecha Blaszyńskiego ofiarowującego Matce Bożej podobiznę kościoła za wstawiennictwem patrona świątyni, św. Jacka.
W ołtarzu znajdującym się w prawej nawie kościoła umieszczono pochodzący ze starego (rozebranego) kościoła drewnianego obraz Matki Boskiej Częstochowskiej. Poza freskami w kościele znajdują się jeszcze dwa obrazy autorstwa Eljaszów: „Męczeństwo św. Tomasza”, dzieło Walerego z ok. 1870 r. oraz obraz przedstawiający św. Wojciecha - praca jego ojca, Wojciecha z tego samego okresu.

## Renowacja
W 1998 roku kościół został ocieplony styropianem, dlatego prace konserwatorskie wykonane w latach 2008–2014 zostały rozpoczęte od jego demontażu. Następnie uzupełniono ubytki w kamiennych ścianach, umyto je, wypiaskowano i zaimpregnowano. Zostały również poddane konserwacji kamienne figury Świętego Wojciecha biskupa i Świętego Jacka oraz stolarka drzwi w fasadzie kościoła.

## Nagrody
W 2018 roku w ramach konkursu "Zadbany zabytek" organizowanego przez Ministra Kultury i Dziedzictwa Narodowego kościół otrzymał wyróżnienie  za "przywrócenie obiektowi dawnej świetności i wzorową konserwację kamiennych elewacji obiektu zdegradowanego przez niewłaściwe użytkowanie i działania budowlane poprzednich lat".

## W kulturze
W 1954 roku Jan Dobraczyński opublikował książkę Kościół w Chochołowie. Jednym z bohaterów powieści jest ks. Wojciech Blaszyński.